# لیودمیلا تیتوا
لیودمیلا تیتوا (اوکراینی: Людмила Титова؛ زادهٔ) شاعر، و نویسنده اهل اتحاد جماهیر شوروی سوسیالیستی است.